# Meisterstück

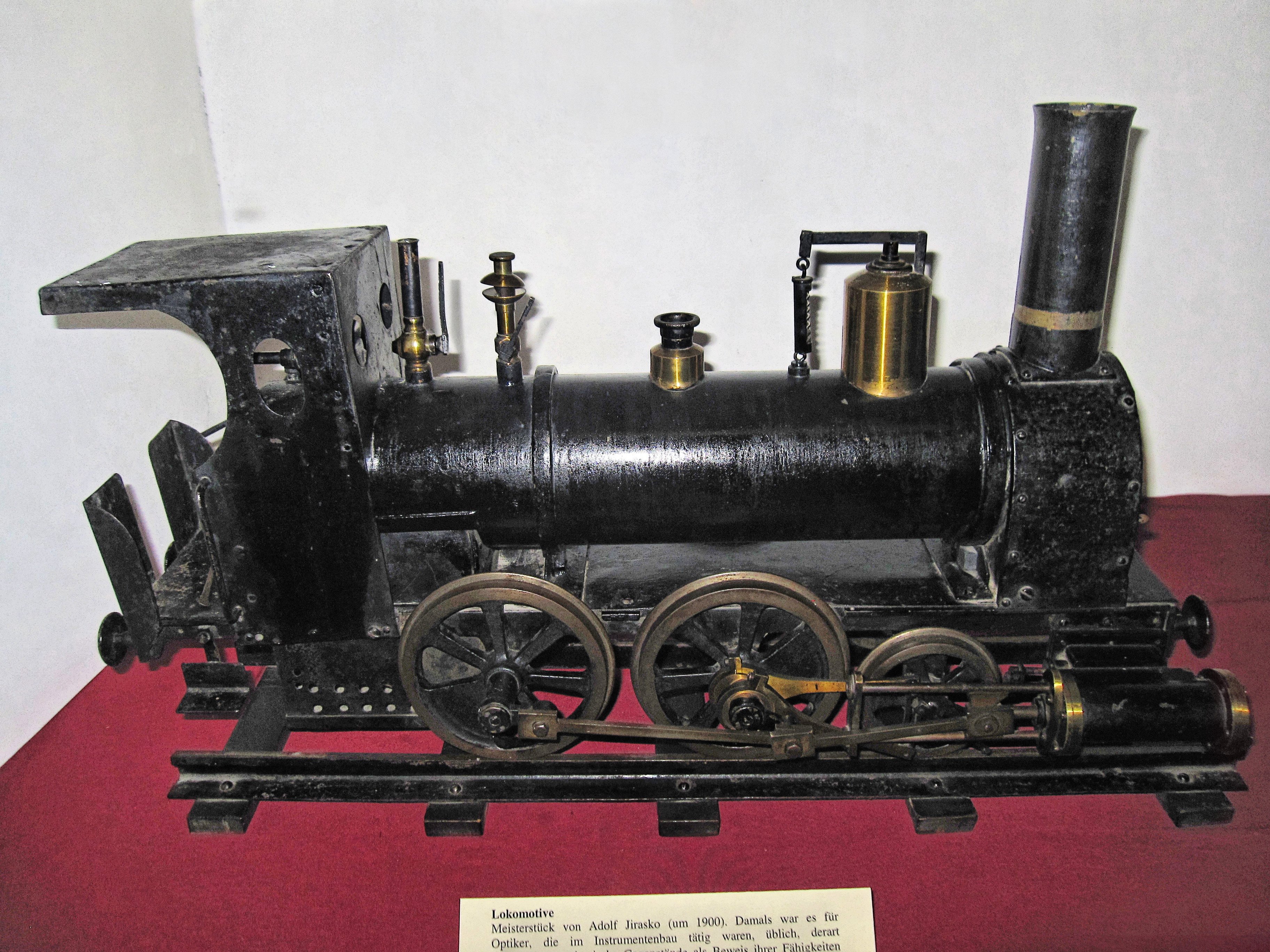
Meisterstück von Adolf Jirasko (um 1900), eines Optikers im Instrumentenbau

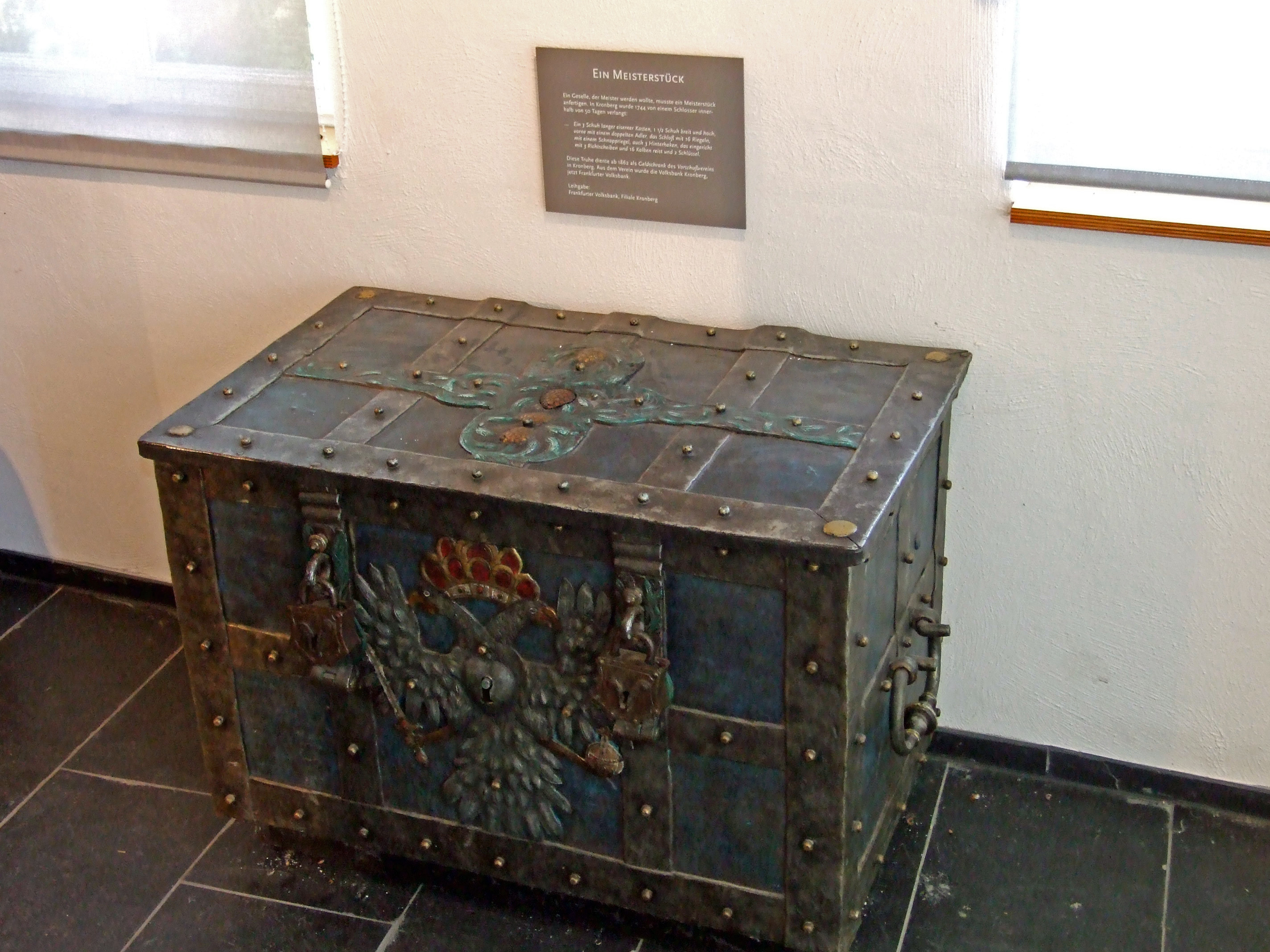
Meisterstück eines Schlossers (circa. 1744)

Das Meisterstück ist ein Begriff aus dem Handwerk. Übertragen wird es auch für etwas besonders Gelungenes angewendet.

## Geschichte
Seit dem Mittelalter musste der Handwerker eine Gesellenzeit erfolgreich absolviert haben. Danach konnte er sich unter bestimmten Voraussetzungen, wie Vorhandensein einer Meisterstelle und eheliche Geburt, als Meister bewerben. Gestattete die Zunft den Antrag, musste der Antragsteller unter Aufsicht ein handwerklich anspruchsvolles Stück als Beweis seines Könnens fertigen. Neben der erfolgreichen Herstellung des Meisterstückes war eine mündliche Prüfung üblich.
Spätestens ab dem 15. Jahrhundert war in vielen Zünften dafür eine vorangegangene Wanderschaft erforderlich.
In den meisten Zünften waren durch Zunftbrauch oder in der Handwerksordnung die Regeln für das Erstellen des Meisterstücks festgelegt. Das Meisterstück musste in der Regel in der Werkstatt eines „geschworenen Meisters“ angefertigt werden. Den Gesellen entstanden durch die Meisterprüfung oft hohe Kosten, da die begutachtenden Meister bei der Freisprechung bewirtet und für ihre Mühen bei der Überwachung der Herstellung des Meisterstücks entschädigt werden mussten.
Das Meisterstück blieb im Besitz des neuernannten Meisters und konnte von ihm auch verkauft werden. Wenn in den Zunftordnungen bereits veraltete oder altmodisch gewordene Formtypen vorgeschrieben waren, konnte sich der Verkauf in diesen Fällen schwierig gestalten. Als Ausweg veranstalteten die Meister gelegentlich eine Lotterie, bei der das Stück verlost wurde. Nicht in allen Zünften war die Form des Meisterstücks vorgeschrieben. Einige Meisterstücke blieben gerade wegen ihrer ungewöhnlichen und kuriosen Form erhalten. Weitere, auch als „Meisterstück“ bezeichnete Arbeiten, entstanden nicht im Rahmen einer „Prüfungsarbeit“, sondern sollten durch diese Bezeichnung die anspruchsvolle Qualität des Produktes betonen.
Teilweise wurden die Kosten und Anforderungen an Meisterstücke von einzelnen Zünften bewusst verschärft, um Konkurrenz fernzuhalten. So kam es, dass die Anforderungen in verschiedenen Städten oft sehr unterschiedlich waren.
Auch heute noch ist das Meisterstück in verschiedenen Gewerken Teil der Meisterprüfung, so z. B. im Tischler- und Steinmetzhandwerk.